# Heliophanus thaleri
Heliophanus thaleri är en spindelart som beskrevs av Wesolowska 2009. Heliophanus thaleri ingår i släktet Heliophanus och familjen hoppspindlar. Inga underarter finns listade i Catalogue of Life.